# Cova (Carballedo)
Cova (llamada oficialmente San Xoán da Cova) es una parroquia española del municipio de Carballedo, en la provincia de Lugo, Galicia.

## Organización territorial
La parroquia está formada por catorce entidades de población, constando ocho de ellas en el nomenclátor del Instituto Nacional de Estadística español:

### Entidades de población
Entidades de población que forman parte de la parroquia:
- A Carballeira
- Arxemil
- A Riveiriña (A Ribeiriña)
- A Vila
- Cima de Vila
- Fondo de Vila
- O Mallo
- Papelle
- San Cristobo (San Cristovo)
- Vilanfesta
- Vilar

### Despoblado
Despoblados que forman parte de la parroquia:
- Catasol (O Catasol)
- Outeiro
- Piñarrostro

## Demografía
| Gráfica de evolución demográfica de Cova entre 2000 y 2020 |
|                                                            |
| Datos según el nomenclátor publicado por el INE.           |